# Листопадов, Николай Александрович
Никола́й Алекса́ндрович Листопа́дов (род. 28 сентября 1956) — российский дипломат, Чрезвычайный и полномочный посол России в Мьянме с 1 июля 2016 по 23 июня 2023 года. Доктор исторических наук. Автор публикаций и монографий.

## Биография
В 1983 году окончил МГИМО. С того же года на дипломатической службе. Владеет английским, бирманским и французским языками.
В 1983—1986 годах — работал в посольстве СССР в Союзе Бирма/Мьянма.
В 1990 году защитил диссертацию по теме «Бирмано-индийские отношения в 1947-1990 годах» на соискание учёной степени кандидата исторических наук под руководством Бондаревского Г.Л.
В 1990—1994 годах — работал в посольстве СССР/России в Союзе Мьянма (в 1989 году произошла смена названия страны с «Бирма» на «Мьянма»). Суммарно работал в посольстве в Мьянме более шести лет, в том числе переводчиком с бирманского языка.
В 1996 году окончил Дипломатическую академию МИД РФ.
В 1998 году защитил диссертацию по теме «Особенности внешней политики Мьянмы (Бирмы), 1948-1998 гг.» на соискание учёной степени доктора исторических наук.
В 1998—2002 годах — сотрудник посольства РФ в Непале.
В 2010—2014 годах — генеральный консул России в Ченнаи, Индия.
С февраля 2015 по июль 2016 года — заместитель директора Второго департамента Азии МИД России. 
С 1 июля 2016 по 23 июня 2023 года — чрезвычайный и полномочный посол Российской Федерации в Республике Союз Мьянма.

## Дипломатический ранг
- Чрезвычайный и полномочный посланник 2 класса (16 июля 2012)[7].
- Чрезвычайный и полномочный посланник 1 класса (13 декабря 2019)[8].
- Чрезвычайный и полномочный посол (29 декабря 2022)[9].

## Награды
- Титул «Вунна Чжо Тхин» (июнь 2023 года, Мьянма)[10]